# Coapilla
La città di Coapilla è a capo dell'omonimo comune, nello stato del Chiapas, Messico. Conta 2 615 abitanti secondo le stime del censimento del 2005 e le sue coordinate sono 17°07'N 93°09'W. 

Dal 1983, in seguito alla divisione del Sistema de Planeación, è ubicata nella regione economica I: CENTRO.